# Suppose a Kid from the Last Dungeon Boonies Moved to a Starter Town
Suppose a Kid from the Last Dungeon Boonies Moved to a Starter Town (яп. たとえばラストダンジョン前の村の少年が序盤の街で暮らすような物語 Татоэба расуто дандзён маэ но мура но сё:нэн га дзёбан но мати дэ курасу ё: на моногатари) — серия ранобэ, написанных Тосио Сато и проиллюстрированных Нао Ватануки. 11 томов было выпущено издательством SB Creative с февраля 2017 года под лейблом GA Bunko. Она была адаптирована в мангу с иллюстрациями Хадзимэ Фусэмати, выходящую с сентября 2017 года в онлайн-журнале Gangan Online издательства Square Enix, а также в аниме студией Liden Films, показ которого прошел с января по март 2021 года.

## Сюжет
Выросший в легендарном городе Ллойд Белладонна считается самым слабым среди его жителей. Он решает покинуть родной город и вступить в королевскую армию в качестве простого солдата. По прибытии в военную академию окружающие сразу замечают, что он безумно силен и талантлив по сравнению с обычными людьми, но самого Ллойда никому убедить в этом не удаётся.

## Персонажи
- Ллойд Белладонна (яп. ロイド・ベラドンナ Ройдо Бэрадонна) — подросток, выросший в легендарном городе Конрон, где собрались сильнейшие герои и их потомки. С детства ему внушали, что он крайне слаб по сравнению с окружающими и не дотягивает до «нормы». Он очень добр и старается всегда помогать окружающим.

Сэйю: Юмири Ханамори
- Мари (яп. マリー Мари:) — ведьма, владеющая магазином зелий в столице Адзами, часто продающая их в обмен на информацию. Она бывшая ученица Алки и на деле пропавшая принцесса страны Мария Адзами (яп. マリア・アザミ Мариа Адзами). В её доме остановился Ллойд по приезде в город.

Сэйю: Ай Каяно
- Алка (яп. アルカ Арука) — глава города Конрон, выглядящая как 12-летняя девочка, но на самом деле ей несколько сотен лет и она является могущественным магом. Она намеренно увлекла Ллойда идеями о вступлении в армию и часто навещает Мари, чтобы присматривать за Ллойдом.

Сэйю: Нацуми Хиока
- Селен Хемуэн (яп. セレン・ヘムアエン Сэрэн Хэмуаэн) — дочь аристократа, известная как «принцесса проклятого ремня», так как с детства её обтягивает не снимаемый кожаный ремень. После того, как Ллойд при первой их встрече с легкостью снимает проклятье, она влюбляется в него. Является пародией на типичных подружек-яндэрэ[2].

Сэйю: Мадока Асахина

## Медиа

### Ранобэ
Cерия ранобэ была написана Тосио Сато и проиллюстрирована Нао Ватануки и начала издаваться с февраля 2017 года под лейблом GA Bunko издательством SB Creative. На январь 2021 года издано 11 томов.
Ранобэ было лицензировано в Северной Америке Yen Press.

### Манга
На основе ранобэ была создана манга с иллюстрациями Хадзимэ Фусэмати. Она публикуется с сентября 2017 года в онлайн-журнале Gangan Online издательства Square Enix.

### Аниме
Адаптация истории в виде аниме была анонсирована в ходе трансляции события «GA Fes 2019» 19 октября 2019 года. За анимацию отвечала студия Liden Films, режиссёром назначили migmi, сценаристом — Дэко Акао, дизайнером персонажей — Макото Иино, а композитором — Митиру. Изначально премьера планировалась в октябре 2020 года, но была перенесена на 4 января 2021 года. Начальная композиция сериала — «Допустим, это магия храбрости» (яп. たとえばそれは勇気の魔法 Татоэба сорэ ва ю:ки но махо:) в исполнении Харуки Ямадзаки, завершающая — «I’mpossible» в исполнении Luce Twinkle Wink☆.
Funimation приобрела сериал и транслировала его в Северной Америке, на Британских островах, в Мексике и Бразилии на своем сайте, через Wakanim в Европе и через AnimeLab в Австралии и Новой Зеландии. В Юго-Восточной и Южной Азии сериал лицензирован Muse Communication и транслировался на их канале YouTube, а также через Bilibili в Юго-Восточной Азии.

### Игра
На основе произведений была анонсирована игра для смартфонов на Android и iOS, которая должна выйти на японском и традиционном китайском в 2021 году.

## Критика
Название произведения вводит многих читателей в заблуждение, так как оно использует игровую терминологию: «Предположим, парнишка из глубинки у последнего подземелья переедет в начальный город», но само произведение не использует игровые элементы и не является исэкаем. Это обычное фэнтези. Впрочем, название довольно метко описывает то, что происходит в нём.
Главный герой истории оказывается суперсильным, способным с легкостью справиться со всем, что встречается на его пути. Такой подход встречается во многих произведениях, например, в «Ванпанчмене» или большинстве исэкаев. Suppose a Kid from the Last Dungeon Boonies Moved to a Starter Town выделяется среди остальных своим комедийным подходом к всемогуществу героя благодаря его наивности и полному отсутствию осознания как своей силы, так и привязанности окружающих его девушек. Менее удачной частью произведения являются эти самые девушки. Они являются пародиями на стандартные типажи героинь, но иногда эти пародии заходят слишком далеко.